# NGC 5852
NGC 5852 é uma galáxia espiral (S) localizada na direcção da constelação de Boötes. Possui uma declinação de +12° 50' 51" e uma ascensão recta de 15 horas, 06 minutos e 56,3 segundos.
A galáxia NGC 5852 foi descoberta em 26 de Maio de 1791 por William Herschel.